# 鄔氏狼綿鳚
鄔氏狼綿鳚，為輻鰭魚綱鱸形目绵鳚亞目绵鳚科的其中一種，分布於西北太平洋區的日本海與鄂霍次克海海域，屬底棲性魚類，棲息深度在水深78至320公尺。

## 扩展阅读
維基物種上的相關：鄔氏狼綿鳚